# Октябрьский (Ступинский район)
Октябрьский — посёлок сельского типа в Ступинском районе Московской области в составе Городского поселения Михнево (до 2017 года)  (до 2006 года — входил в Кузьминский сельский округ). На 2016 год в Октябрьском 2 улицы — Октябрьская и Заводская, посёлок основан в 1961 году.

## Население
| 2002 | 2006 | 2010 |
| ---- | ---- | ---- |
| 71   | ↘44  | ↗65  |

Октябрьский расположен на севере района, на 74 километре Каширского шоссе, высота центра посёлка над уровнем моря — 177 м. Ближайший населённый пункт — Сидорово — примерно в 200 м на юг.